# Historiografía eclesiástica medieval

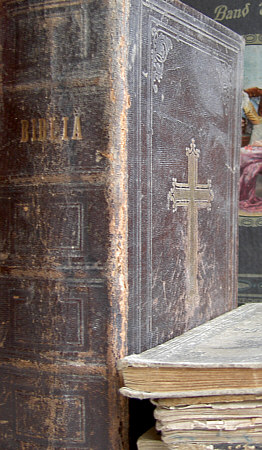
La Sagrada Biblia era una de las principales fuentes para los historiadores medievales e influenció enormemente la historiografía eclesiástica.

La historiografía eclesiástica medieval abarca la producción historiográfica religiosa de la Edad Media europea, que terminó por generar un estilo propio para desarrollar la historia y transferirla a la posteridad. Éste tuvo su origen en Eusebio de Cesarea, que creó un nuevo género de escritura y regimentó diversos seguidores que pasaron a divulgarlo o copiarlo, aunque sólo sea indirectamente, su modelo.
Se caracterizó en general por la propuesta de exhibición de las metas y de los métodos de los historiadores en sus obras, procurando dejar en claro sus objetivos y cómo habían conseguido reunir la información necesaria para cada uno de sus escritos. Su principal método era la narración y su principal meta era la transferencia de información para los tiempos futuros. Existían graves problemas para la confección de las obras y, entre ellos, los principales eran la demanda de material documental —raro y escaso— y las varias incoherencias entre las obras, resultado de falsificaciones, en muchos casos.
A pesar de los problemas, la historiografía eclesiástica de la Edad Media tuvo su importancia para el desarrollo de la historia como una disciplina académica, tal y como afirmó el historiador Bernard Guenée, quien dejó un legado que incluye el desarrollo de las ciencias auxiliares como la bibliografía, la epigrafía, la arqueología y la genealogía.

## Orígenes

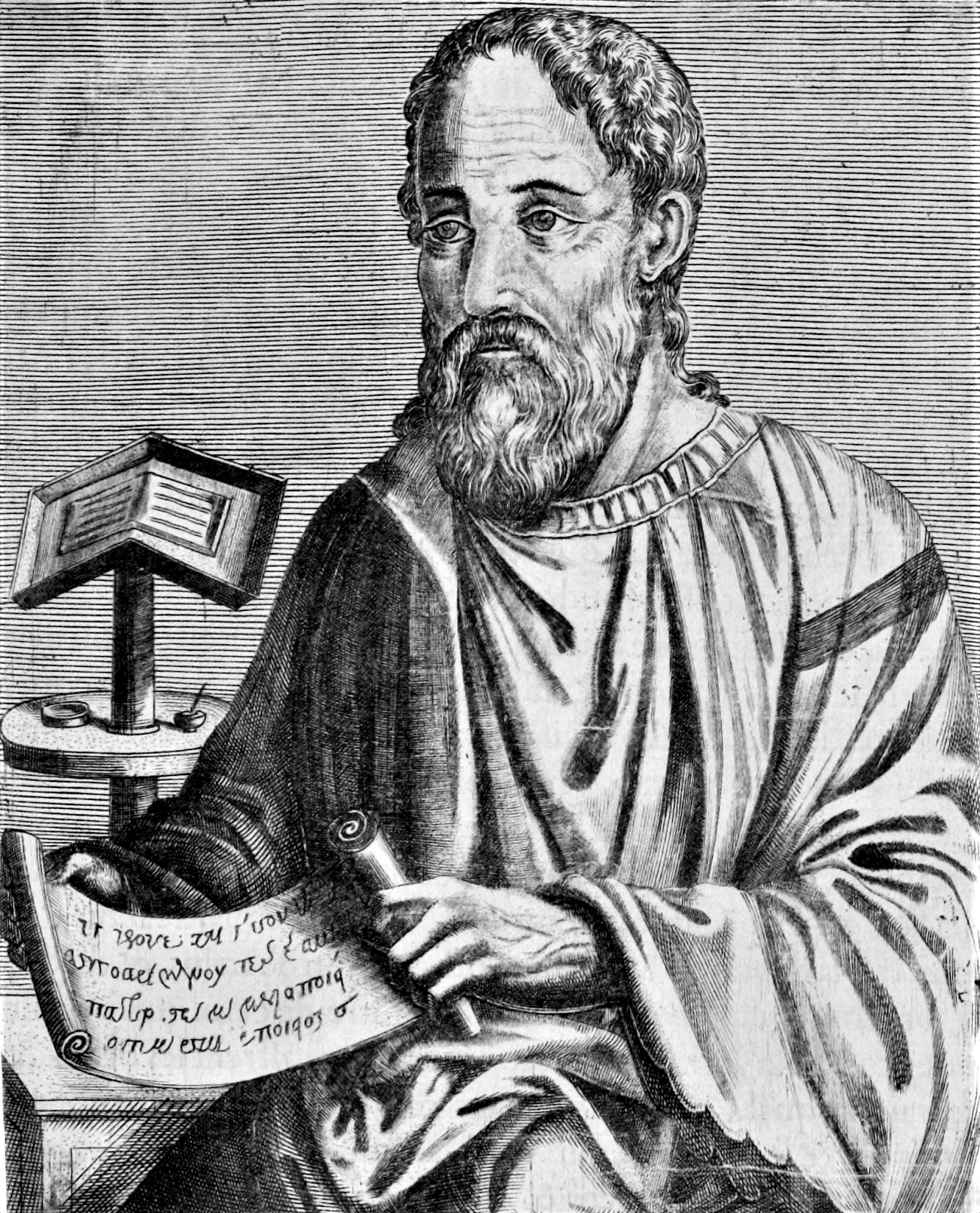
Eusebio de Cesarea es considerado el «padre» de la historiografía eclesiástica.

Los orígenes de la historiografía eclesiástica remontan a Eusebio de Cesarea, quien es considerado como el padre de esta disciplina, y a sus sucesores inmediatos: Sócrates, Sozomeno, Teodoreto y Gelasio, obispo de Cesarea. En un principio, era posible comparar la nueva rama de la historiografía, que se estaba formando, con la historia política, y era factible realizar una analogía entre las batallas y los tratados de ésta con los temas de la persecución y la herejía de la obra de Eusebio.
Eusebio fue el principal reconocedor de la importancia de los documentos para el desarrollo de la historia, al mismo tiempo en que adoptaba diversos aspectos de influencia judía en sus obras. El propósito primordial de esto era la idea de «sucesión», que había sido creada con el pensamiento de los rabinos y que se había desarrollado con una fuerte influencia griega.
Otra «línea» para la producción historiográfica eclesiástica fue creada por Felipe de Side, alrededor de 430. Su Historia Ecclesiæ iniciaba con la creación del mundo (explicada a través de la teoría creacionista) e incluía temas bastante diversos más allá de historia, como geografía, las ciencias naturales y también la matemática. Sin embargo, Felipe no pudo reunir a los seguidores y pronto fue olvidado.
Sin embargo, al mismo tiempo en que ascendía, la historiografía eclesiástica no encerraba los ciclos de otros tipos de historiografía. Al final, la traducción de la Historia Ecclesiæ hecha por Rufino de la lengua griega a la lengua latina es considerada como el punto inicial de la escritura eclesiástica en el Imperio Romano de Occidente, tiempo antes de que se desarrollara por primera vez en el Imperio Romano de Oriente. El impacto de la traducción hecha por Rufino fue tan grande que la obra se volvió sumamente importante, y es sabido que historiadores medievales como Gregorio de Tours, Beda y Agustín de Hipona la conocían.

## Objetivos y métodos

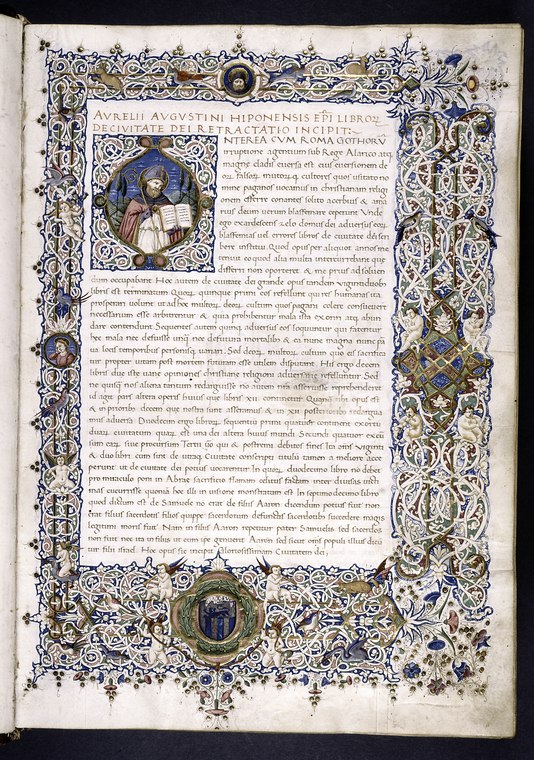
De civitate Dei libri XXII, obra escrita por Agustín de Hipona que usó aspectos de la historiografía eclesiástica.

Una de las principales características de la historiografía eclesiástica es la presencia habitual de objetivos y métodos en el prólogo de las obras. A través del análisis de los prólogos de los libros de historia medievales es verosímil comprender cómo fue elaborada la obra, con qué fin fue desarrollada, a quién está destinada y cuáles fueron los métodos aplicados para su confección.
El objetivo principal de los devotos religiosos era transmitir el conocimiento histórico para la posteridad, pero, los acontecimientos dignos de recuerdo deberían estar constados en obras producidas y, generalmente, se trataban de asuntos como biografías o guerras. Así como suecedía con la liturgia de la Iglesia católica, la historia pasaría a ser considerada como una herramienta de memoria.
El principal método para transmitir la historia era la narración de los acontecimientos, y era muy común el uso de las obras de la historia para transmitir ejemplos de los hombres de buena reputación que debían ser seguido por otros. La obra de Valerio Máximo, el Libro de palabras y acciones memorables es un ejemplo de esta compilación. De esta forma, un historiador crearía la gloria o la vergüenza de alguien y, por esta razón, varias obras de historia pasaron a ser «encomendadas» por los nobles (para que sus nombres no fuesen olvidados) en el mismo período.